# Yongjinglong
Yongjinglong [jung-ťing-lung] ("drak z oblasti Yongjing [jung-ťing]") byl rod sauropodního dinosaura z kladu Somphospondyli a patrně čeledi Euhelopodidae. Žil na území dnešní Číny (provincie Kan-su) v období spodní křídy. Tento sauropod byl zřejmě blízce příbuzný vývojově pokročilým zástupcům skupiny Titanosauria. Popsali jej paleontologové z Číny a jejich americký kolega Peter Dodson počátkem roku 2014.

## Popis
Tento dinosaurus patřil ke středně velkým sauropodům a měl neobvykle velký skapulokorakoid (lopatku a krkavčí kost). Dosahoval zřejmě délky kolem 15 metrů a hmotnosti 10 až 15 tun. Jeho zuby se tvarem podobaly lžíci nebo úzké lopatce. Blízce příbuzný byl nejspíš mongolskému rodu Opisthocoelicaudia, jehož je zároveň sesterským taxonem. Stejně jako ostatní sauropodi byl yongjinglong robustním čtyřnohým býložravcem.